# Leddin (Neustadt (Dosse))
Leddin ist ein bewohnter Gemeindeteil im Ortsteil Plänitz-Leddin der Stadt Neustadt (Dosse) im Landkreis Ostprignitz-Ruppin in Brandenburg.
Der Ort liegt nordwestlich der Kernstadt Neustadt (Dosse) und nördlich von Plänitz. Die Kreisstraße 6816 verläuft südöstlich, die Jäglitz fließt östlich und südlich. Östlich des Ortes erstreckt sich das rund 458 ha große Naturschutzgebiet Bärenbusch.

## Geschichte

### Eingemeindungen
Am 1. Januar 1969 wurde die Gemeinde Plänitz-Leddin aus dem Zusammenschluss der beiden namengebenden Orte gebildet. Plänitz-Leddin wurde am 31. Dezember 2001 nach Neustadt (Dosse) eingemeindet und ist seitdem ein Ortsteil der Stadt.

### Gutsgeschichte
Die Historie des Dorfes Leddin ist verbunden mit der Geschichte des Rittergutes der Familie von Rohr im Ort. Diese Familie, Linie Tramnitz-Trieplatz, stellte mindestens seit 1590 durchweg die Gutsherren, beginnend wohl mit Hans von Rohr und seiner Frau Margarte von Kröcher-Lohm. Hans von Rohr-Leddin galt als Zaunjunker, obwohl die Familie vom jeweiligen Besitz herleitend zum schloßgessenen Adel gehörten. Dann folgte Christoph Hans von Rohr, 1596 und 1603 urkundlich erwähnt, verheiratet mit Anna von Bessem. Erbe wurde der Sohn Joachim von Rohr, liiert mit Ottilie von Schoenermark-Metzenthin und dann wiederum ihr Sohn Kaspar Friedrich von Rohr (1621–1676). Weitere Gutsherren in direkter Erbfolge wurden: Otto Albrecht von Rohr auf Ganzer (1666–1736), Albrecht Joachim Friedrich von Rohr (1713–1766), Otto Georg Albrecht von Rohr (1736–1815), Friedrich von Rohr (1770–1832) auf Wulkow, Dannenwalde und Leddin, kgl. preuß. Rittmeister a. D., vermählt mit Sophie von Levetzow-Hohenwulsch. Ihr Sohn, Major und Kreisdeputierter der Ostprignitz Friedrich von Rohr-Dannenwalde (1805–1876) erhielt am 15. Dezember 1862 die preußische Namen- und Wappenvereinigung mit denen von Levetzow, als von Rohr-Levetzow, gebunden an den Besitz des von Levetzowschen Geld-Fideikommiss. Vor 1880 war der Besitz mit 337 ha an Ober-Amtmann Schröder verpachtet, der damalige Besitzer wohnte dagegen in Bonn. Zeitweilig Leddiner Gutsherr, im Minorat, war Dr. jur. Nikolaus von Rohr (1856–1907), er hinterließ keine Nachfahren. Sein Bruder Friedrich von Rohr-Levetzow (1845–1927) wiederum besaß das Gut Groß-Wudicke und erbte den besagten Geld-Fideikommiss, wurde Gutsherr von Leddin und war Major und Rechtsritter des Johanniterordens. Er war zweimal verheiratet, der Gutserbe Karl (1878–1945) stammte aus erster Ehe mit Bertha von Winterfeld-Neuendorf (1847–1916). 1929 beinhaltete das Gut Leddin noch 275 ha.
Karl von Rohr-Levetzow wurde der letzte Gutsherr auf Leddin, bis 1934, dann musste er den alten Besitz veräußern und das Kirchenpatronat aufgeben. Er erwarb dann einen Hof bei Horka und war zeitweise aktiv in der christlichen freikirchlichen Brüderbewegung. Seine Frau war Ehrengard Gräfin von Zedlitz und Trützschler, Tochter des preußischen Kultusministers Robert Graf von Zedlitz-Trützschler. Beide kamen in den letzten Kriegstagen im Ort Wehrkirch bei Horka (Oberlausitz) unter unbekannten Gründen ums Leben. Ihr Sohn Fritz-Robert von Rohr-Leddin starb bereits 1942 als Leutnant eines Fallschirm-Regiments. Die ältere Schwester des Gutsbesitzers, Adda von Klitzing, geb. von Rohr-Levetzow-Leddin (1876–1956), war Eigentümerin auf Schloss Demerthin und ging schließlich als Stiftsdame nach Marienfließ. Die letzte Vertreterin der Familienlinie von Rohr-Levetzow, Sigrid von Rohr-Leddin (1915–1981) lebte zuletzt in Bethel und war nicht verheiratet; führte wie ihr Bruder den Nachnamen von Rohr. Die Nachfahren ihrer Verwandtschaft sind die von Rohr-Hohenwulsch, die Nachfahren des Mitglied des Preußischen Herrenhauses, Kurt von Rohr-Hohenwulsch.
Die älteste Aufnahme vom Gutshaus Leddin stammt als Bleischnitt von H. Arnold, nach Druck einer Alten Zeichnung (Hildebrandt).

## Sehenswürdigkeiten
- In der Liste der Baudenkmale in Neustadt (Dosse) sind für Leddin zwei Baudenkmale aufgeführt, darunter die evangelische Dorfkirche Leddin. Der neuromanische Bau aus Backstein wurde 1872 erbaut.

## Persönlichkeiten
- Albrecht Christoph von Quast (1613–1669), kurbrandenburgischer Geheimer Kriegsrat und General-Feldwachtmeister; geboren in Leddin
- Maria Meißner (1903–1986), Schauspielerin; geboren in Leddin

## Verkehr
Die nächsten Bahnhöfe sind Wusterhausen (Dosse) an der Bahnstrecke Neustadt–Meyenburg und Neustadt (Dosse) an den Bahnstrecken Berlin–Hamburg, Neustadt–Meyenburg und Neustadt–Herzberg.

## Weitere Literatur
- Hartmut Wahl, Rafold von Rohr: Kein bedingungsloser Gehorsam – Karl von Rohr-Levetzow (Leddin) ausgelöscht und vergessen, Verlag Jota Publikationen GmbH, Muldenhammer 2022, ISBN 978-3-949069-01-7.
- Gerhard Schulz: Neue Forschungen zu den märkischen v. Rohr. II. Stamm Leddin, In: Genealogie. Deutsche Zeitschrift für Familienkunde; Organ der Deutschen Arbeitsgemeinschaft Genealogischer Verbände, 30. Jahrgang, Degener & Co., Neustadt a. d. Aisch 1981, S. 401–420, 445–451, 481–494. ISSN 0016-6383 Regesta Imperii